# Diocesi di Tagarbala
La diocesi di Tagarbala (in latino Dioecesis Tagarbalensis) è una sede soppressa e sede titolare della Chiesa cattolica.

## Storia
Tagarbala, identificabile con Bordj-Tamra, Tamera nel governatorato di Biserta in Tunisia, è un'antica sede episcopale della provincia romana di Bizacena.
Unico vescovo conosciuto di questa diocesi africana è Fortunaziano, il cui nome figura all'83º posto nella lista dei vescovi della Bizacena convocati a Cartagine dal re vandalo Unerico nel 484; Fortunaziano, come tutti gli altri vescovi cattolici africani, fu condannato all'esilio.
Dal 1933 Tagarbala è annoverata tra le sedi vescovili titolari della Chiesa cattolica; dal 25 gennaio 2022 il vescovo titolare è Joseph Armando Espaillat, vescovo ausiliare di New York.

## Cronotassi

### Vescovi
- Fortunaziano † (menzionato nel 484)

### Vescovi titolari
- John Lawrence May † (16 giugno 1967 - 29 settembre 1969 nominato vescovo di Mobile)
- Caetano Antônio Lima dos Santos, O.F.M.Cap. † (19 dicembre 1969 - 1970 dimesso)
- Eduardo André Muaca † (10 agosto 1975 - 19 dicembre 1975 succeduto arcivescovo di Luanda)
- Gerard Alfons Kusz † (8 luglio 1985 - 15 marzo 2021 deceduto)
- Joseph Armando Espaillat, dal 25 gennaio 2022